# Niemysłowice
Niemysłowice est une localité polonaise de la voïvodie d'Opole et du powiat de Prudnik. La commune est appelée Buchelsdorf en allemand et Ńymyslowicy en silésien.

## Histoire
De 1743 à 1945, Buchelsdorf fait partie de l'arrondissement de Neustadt-en-Haute-Silésie dans la district d'Oppeln au sein de la province de Silésie.